# ФК Акоах
„Акоах“ (лат. Hakoah; на иврит: הכח‎ – „Сила“) е футболен отбор от София, съществувал в периода 1925 – 1944 г.
Основан е през март 1925 г. след обединение на „Владимир Жаботински“ и „Глория“ като спортен клуб на еврейската общност в България. Клубните цветове на отбора са били синьо и черно. До 1930 г. е играел срещите си на игрище „Акоах“, което е старото игрище на „Глория“ и се е намирало на ул. „Брегалница“ и „Партений Нишавски“.
„Акоах“ е разполагал с добро финансиране, участвал е в различни социални дейности. На футболното поле обаче не постига някакви значими успехи. Най-доброто му класиране за първенство е 2-ро място във Втора дивизия (1928). Веднъж става и шампион на Трета дивизия – 1934 г. От март 1935 до септември същата година носи името „Сила“. През март 1939 г. Акоах е преструктуриран и се преименува на „Възраждане“, за да изпълни условието на БНСФ за поне трима българи в ръководството и отварянето на достъпа на българи за членове на клуба. На 26.04.1942 г. Възраждане се обединява с отбора на Сокол под името Витошки сокол и прекратява самостоятелното си функциониране. През 1944 отборът на Възраждане се отделя от Сокол и продължава под името Възраждане, но без да има реална спортна дейност. На 5.11.1944 г. се обединява със Спортклуб и Сокол под името Септември София и престава да съществува.

## Успехи
- 1 Софийска дивизия: 1923 (4-то място) като Жаботински
- 2 Софийска дивизия: 1928 (2-ро място)
- 3 Софийска дивизия: 1934 (шампион)
- Купа „Улпия Сердика“: 1934, 1938, 1941 (2 кръг)